# Rhode Island kormányzóinak listája
Ez a lista az Amerikai Egyesült Államok Rhode Island államának kormányzóit sorolja föl. Amerikai Egyesült Államok időrendben 13. tagállama, az államok új-angliai részén. Fővárosa Providence. Ez a legkisebb területű állam (a területe szinte megegyezik Győr-Moson-Sopron megye területével). Szomszédai: nyugaton Connecticut, északon és keleten Massachusetts; délnyugaton tengeren New York állam (Long Island). Az állam egyike azon kevés államoknak, ahol a kormányzónak nincs állandó rezidenciája. Az állami törvényhozás a Rhode Island-i Közgyűlés, ami a 75 fős képviselőházból és a 38 fős szenátusból áll. Mivel az állam lakossága alig éri el a szövetségi szavazatok minimális küszöbét, a lakosságszámhoz viszonyítva igen nagy arányban képviseli a polgárokat az egy lakosra jutó nyolcadik legnagyobb elektori számmal és a második legtöbb képviselői hellyel.
A kormányzót négy évre választják és az adott személy egyszer újraválasztható.
Jelenleg a 76. kormányzó, a Demokrata Párthoz tartozó Dan McKee tölti be a tisztséget 2021. március 2. óta. A kormányzóhelyettes a szintén demokrata Sabina Matos.

## Párthovatartozás
| Párt | Párt                   | Kormányzók száma |
| ---- | ---------------------- | ---------------- |
|      | Republikánus           | 32               |
|      | Demokrata              | 21               |
|      | Demokrata-Republikánus | 4                |
| FÜGG | Független              | 4                |
|      | Whig                   | 4                |
|      | Ország                 | 3                |
|      | Törvény és Rend        | 2                |
|      | Dorr lázadás           | 1                |
|      | Föderalista            | 1                |
|      | Rhode Island Párt      | 1                |

## Az USA fennhatóságát megelőző időszak kormányzói

### Rhode Island Kolónia kormányzói (1690-1788)
| #  | Kép | Név             | Hivatali idő                |
| -- | --- | --------------- | --------------------------- |
| 1  |     | Henry Bull      | 1690. február - 1690. május |
| 2  |     | John Easton     | 1690–1695                   |
| 3  |     | Caleb Carr      | 1695                        |
| 4  |     | Walter Clarke   | 1696-1698                   |
| 5  |     | Samuel Cranston | 1698-1727                   |
| 6  |     | Joseph Jenckes  | 1727-1732                   |
| 7  |     | William Wanton  | 1732-1733                   |
| 8  |     | John Wanton     | 1734-1740                   |
| 9  |     | Richard Ward    | 1740-1743                   |
| 10 |     | William Greene  | 1743-1745                   |
| 11 |     | Gideon Wanton   | 1745-1746                   |
| 12 |     | William Greene  | 1746-1747                   |
| 13 |     | Gideon Wanton   | 1747-1748                   |
| 14 |     | William Greene  | 1748-1755                   |
| 15 |     | Stephen Hopkins | 1755-1757                   |
| 16 |     | William Greene  | 1757-1758                   |
| 17 |     | Stephen Hopkins | 1758-1762                   |
| 18 |     | Samuel Ward     | 1762-1763                   |
| 19 |     | Stephen Hopkins | 1763-1765                   |
| 20 |     | Samuel Ward     | 1765-1767                   |
| 21 |     | Stephen Hopkins | 1767-1768                   |
| 22 |     | Josias Lyndon   | 1768-1769                   |
| 23 |     | Joseph Wanton   | 1769-1775                   |

## Rhode Island szövetségi állam kormányzói
| Rhode Island kormányzóinak listája | Rhode Island kormányzóinak listája | Rhode Island kormányzóinak listája | Rhode Island kormányzóinak listája | Rhode Island kormányzóinak listája | Rhode Island kormányzóinak listája | Rhode Island kormányzóinak listája | Rhode Island kormányzóinak listája | Rhode Island kormányzóinak listája |
| Rhode Island Párt Dorr lázadás Rhode Island-i Törvény és Rend Párt Ország Párt Föderalista Demokrata-Republikánus Párt Whig Párt Demokrata Párt Republikánus Párt | Rhode Island Párt Dorr lázadás Rhode Island-i Törvény és Rend Párt Ország Párt Föderalista Demokrata-Republikánus Párt Whig Párt Demokrata Párt Republikánus Párt | Rhode Island Párt Dorr lázadás Rhode Island-i Törvény és Rend Párt Ország Párt Föderalista Demokrata-Republikánus Párt Whig Párt Demokrata Párt Republikánus Párt | Rhode Island Párt Dorr lázadás Rhode Island-i Törvény és Rend Párt Ország Párt Föderalista Demokrata-Republikánus Párt Whig Párt Demokrata Párt Republikánus Párt | Rhode Island Párt Dorr lázadás Rhode Island-i Törvény és Rend Párt Ország Párt Föderalista Demokrata-Republikánus Párt Whig Párt Demokrata Párt Republikánus Párt | Rhode Island Párt Dorr lázadás Rhode Island-i Törvény és Rend Párt Ország Párt Föderalista Demokrata-Republikánus Párt Whig Párt Demokrata Párt Republikánus Párt | Rhode Island Párt Dorr lázadás Rhode Island-i Törvény és Rend Párt Ország Párt Föderalista Demokrata-Republikánus Párt Whig Párt Demokrata Párt Republikánus Párt | Rhode Island Párt Dorr lázadás Rhode Island-i Törvény és Rend Párt Ország Párt Föderalista Demokrata-Republikánus Párt Whig Párt Demokrata Párt Republikánus Párt | Rhode Island Párt Dorr lázadás Rhode Island-i Törvény és Rend Párt Ország Párt Föderalista Demokrata-Republikánus Párt Whig Párt Demokrata Párt Republikánus Párt |
| # | Kép | Kormányzó | Hivatali idő kezdete | Hivatali idő vége | Párt | Egyéb választott (szövetségi) tisztségei | Helyettes | Helyettes |
| --- | --- | --- | --- | --- | --- | --- | --- | --- |
| 1 | | Nicholas Cooke | 1775. november 7. | 1778. május 4. | FÜGG | | William Bradford | FÜGG |
| 2 | | William Greene | 1778. május 4. | 1786. május 3. | FÜGG | | Jabez Bowen (1778–1780) | FÜGG |
| 2 | William West (1780–1781) | William Greene | 1778. május 4. | 1786. május 3. | FÜGG | FÜGG | | |
| 2 | Jabez Bowen (1781–1786) | William Greene | 1778. május 4. | 1786. május 3. | FÜGG | FÜGG | | |
| 3 | | John Collins | 1786. május 3. | 1790. május 5. | FÜGG | | Daniel Owen | FÜGG |
| 4 | | Arthur Fenner | 1790. május 5. | 1805. október 15. | | | Samuel J. Potter (1790–1799) | FÜGG |
| 4 | George Brown (1799–1800) | Arthur Fenner | 1790. május 5. | 1805. október 15. | FÜGG | | | |
| 4 | Samuel J. Potter (1800–1803) | Arthur Fenner | 1790. május 5. | 1805. október 15. | FÜGG | | | |
| 4 | Paul Mumford (1803–1805) | Arthur Fenner | 1790. május 5. | 1805. október 15. | FÜGG | | | |
| 5 | | Henry Smith | 1805. október 15. | 1806. május 7. | | | Isaac Wilbour | FÜGG |
| 6 | | Isaac Wilbour | 1806. május 7. | 1807. május 6. | | Az Egyesült Államok képviselőházának tagja (1807–1809) | Isaac Wilbour | FÜGG |
| 7 | | James Fenner | 1807. május 6. | 1811. május 1. | | Az Egyesült Államok szenátusának tagja (1805–1807) | Constant Taber (1807–1808) | FÜGG |
| 7 | Simeon Martin (1808–1810) | James Fenner | 1807. május 6. | 1811. május 1. | FÜGG | Az Egyesült Államok szenátusának tagja (1805–1807) | | |
| 7 | Isaac Wilbour (1810–1811) | James Fenner | 1807. május 6. | 1811. május 1. | FÜGG | Az Egyesült Államok szenátusának tagja (1805–1807) | | |
| 8 | | William Jones | 1811. május 1. | 1817. május 7. | | | Simeon Martin (1811–1816) | FÜGG |
| 8 | Jeremiah Thurston (1816–1817) | William Jones | 1811. május 1. | 1817. május 7. | FÜGG | | | |
| 9 | | Nehemiah R. Knight | 1817. május 7. | 1821. május 2. | | Az Egyesült Államok szenátusának tagja (1821–1841) | Edward Wilcox | FÜGG |
| 10 | | William C. Gibbs | 1821. május 2. | 1824. május 5. | | | Caleb Earle | FÜGG |
| 11 | | James Fenner | 1824. május 5. | 1831. május 4. | | Az Egyesült Államok szenátusának tagja (1805–1807) | Charles Collins | FÜGG |
| 12 | | Lemuel H. Arnold | 1831. május 4. | 1833. május 1 | | Az Egyesült Államok képviselőházának tagja (1845–1847) | Charles Collins | FÜGG |
| 13 | | John Brown Francis | 1833. május 1 | 1838. május 2. | | Az Egyesült Államok szenátusának tagja (1844–1845) | Jeffrey Hazard (1933–1835) | FÜGG |
| 13 | George Engs (1835–1836) | John Brown Francis | 1833. május 1 | 1838. május 2. | FÜGG | Az Egyesült Államok szenátusának tagja (1844–1845) | | |
| 13 | | John Brown Francis | 1833. május 1 | 1838. május 2. | Jeffrey Hazard (1836–1837) | Az Egyesült Államok szenátusának tagja (1844–1845) | FÜGG | |
| 13 | Benjamin Babock Thurston (1837–1838) | John Brown Francis | 1833. május 1 | 1838. május 2. | FÜGG | Az Egyesült Államok szenátusának tagja (1844–1845) | | |
| 14 | | William Sprague III | 1838. május 2. | 1839. május 2. | | Az Egyesült Államok képviselőházának tagja (1835–1837) Az Egyesült Államok szenátusának tagja (1842–1844)                                                         | Joseph Childs | FÜGG |
| 15 | | Samuel Ward King | 1839. május 2. | 1843. május 2. | | | Byron Diman (1840–1842) | |
| 15 | Nathaniel Bullock (1842–1843) | Samuel Ward King | 1839. május 2. | 1843. május 2. | FÜGG | | | |
| 16 | | Thomas Dorr | 1842. május 1. | 1843. január 23. | | | Byron Diman | |
| 17 | | James Fenner | 1843. május 2. | 1845. május 6. | | Az Egyesült Államok szenátusának tagja (1805–1807) | Byron Diman | |
| 18 | | Charles Jackson | 1845. május 6. | 1846. május 6. | | | Byron Diman | |
| 19 | | Byron Diman | 1846. május 6. | 1847. május 4. | | | | |
| 20 | | Elisha Harris | 1847. május 4. | 1849. május 1 | | | Edward W. Lawton | FÜGG |
| 21 | | Henry B. Anthony | 1849. május 1. | 1851. május 6. | | Az Egyesült Államok szenátusának tagja (1859–1884) Az Amerikai Egyesült Államok Szenátusának pro tempore elnöke (1859–1873; 1875)                                 | Thomas Whipple | FÜGG |
| 22 | | Philip Allen | 1851. május 6. | 1853. július 20. | | Az Egyesült Államok szenátusának tagja (1853–1859) | William Beach Lawrence (1851–1852) | FÜGG |
| 22 | Samuel G. Arnold (1852–1853) | Philip Allen | 1851. május 6. | 1853. július 20. | FÜGG | Az Egyesült Államok szenátusának tagja (1853–1859) | | |
| 23 | | Francis M. Dimond | 1853. július 20. | 1854. május 2 | | | Francis M. Dimond | |
| 24 | | William W. Hoppin | 1854. május 2 | 1857. május 26. | | | John J. Reynolds (1854–1855) | FÜGG |
| 24 | Anderson C. Rose (1855–1856) | William W. Hoppin | 1854. május 2 | 1857. május 26. | FÜGG | | | |
| 24 | Nicholas Brown III (1856–1857) | William W. Hoppin | 1854. május 2 | 1857. május 26. | FÜGG | | | |
| 25 | | Elisha Dyer | 1857. május 26. | 1859. május 31. | | | Thomas G. Turner | |
| 26 | | Thomas G. Turner | 1859. május 31. | 1860. május 29. | | | Isaac Saunders | FÜGG |
| 27 | | William Sprague IV | 1860. május 29. | 1863. március 3. | | Az Egyesült Államok szenátusának tagja (1863–1875) | J. Russell Bullock (1860–1861) | FÜGG |
| 27 | Samuel G. Arnold (1861–1863) | William Sprague IV | 1860. május 29. | 1863. március 3. | | Az Egyesült Államok szenátusának tagja (1863–1875) | | |
| 28 | | William C. Cozzens | 1863. március 3. | 1863. május 26. | | | Seth Padelford (1863–1865) | |
| 29 | | James Y. Smith | 1863. május 26. | 1866. május 29. | | | Seth Padelford (1863–1865) | |
| 29 | Duncan Pell | James Y. Smith | 1863. május 26. | 1866. május 29. | FÜGG | | | |
| 30 | | Ambrose Everett Burnside | 1866. május 29. | 1869. május 25. | | Az Egyesült Államok szenátusának tagja (1875–1881) | William Greene (1866–1868) | FÜGG |
| 30 | Pardon Stevens (1868–1872) | Ambrose Everett Burnside | 1866. május 29. | 1869. május 25. | FÜGG | Az Egyesült Államok szenátusának tagja (1875–1881) | | |
| 31 | Pardon Stevens (1868–1872) | | Seth Padelford | 1869. május 25. | FÜGG | 1873. május 27. | | |
| 31 | Charles Cutler (1872–1873) | FÜGG | Seth Padelford | 1869. május 25. | | 1873. május 27. | | |
| 32 | | Henry Howard | 1873. május 27. | 1875. május 25. | | | Charles C. Van Zandt | |
| 33 | | Henry Lippitt | 1875. május 25. | 1877. május 29. | | | Henry Tillinghast Sisson | |
| 34 | | Charles C. Van Zandt | 1877. május 29. | 1880. május 25. | | | Albert Howard | FÜGG |
| 35 | | Alfred H. Littlefield | 1880. május 25. | 1883. május 29. | | | Henry Fay | FÜGG |
| 36 | | Augustus O. Bourn | 1883. május 29. | 1885. május 26. | | | Oscar Rathbun | FÜGG |
| 37 | | George P. Wetmore | 1885. május 26. | 1887. május 29. | | Az Egyesült Államok szenátusának tagja (1895–1907, 1908–1913) | Lucius B. Darling | |
| 38 | | John W. Davis | 1887. május 29. | 1888. május 29. | | | Samuel R. Honey | FÜGG |
| 39 | | Royal C. Taft | 1888. május 29. | 1889. május 28. | | | Enos Lapham | FÜGG |
| 40 | | Herbert W. Ladd | 1889. május 28. | 1890. május 27. | | | Daniel Littlefield | |
| 41 | | John W. Davis | 1890. május 27. | 1891. május 26. | | | William T. C. Wardwell | |
| 42 | | Herbert W. Ladd | 1891. május 26. | 1892. május 31. | | | Henry A. Stearns | |
| 43 | | D. Russell Brown | 1892. május 31. | 1895. május 29. | | | Melville Bull (1892–1894) | |
| 43 | Edwin Allen | D. Russell Brown | 1892. május 31. | 1895. május 29. | FÜGG | | | |
| 44 | Edwin Allen | | Charles W. Lippitt | 1895. május 29. | FÜGG | 1897. május 25. | | |
| 45 | | Elisha Dyer, Jr. | 1897. május 25. | 1900. május 29. | | | Aram J. Pothier (1897–1898) | |
| 45 | William Gregory (1898–1900) | Elisha Dyer, Jr. | 1897. május 25. | 1900. május 29. | | | | |
| 46 | | William Gregory | 1900. május 29. | 1901. december 16. | | | Charles D. Kimball | |
| 47 | | Charles D. Kimball | 1901. december 16. | 1903. január 3. | | | George L. Shepley | |
| 48 | | Lucius F. C. Garvin | 1903. január 3. | 1905. január 3. | | | Adelard Archambault (1903–1904) | |
| 48 | George H. Utter (1904–1905) | Lucius F. C. Garvin | 1903. január 3. | 1905. január 3. | | | | |
| 49 | | George H. Utter | 1905. január 3. | 1907. január 1. | | Az Egyesült Államok képviselőházának tagja (1911–1912) | Frederick H. Jackson (1905–1908) | |
| 50 | | James H. Higgins | 1907. január 1. | 1909. január 5. | | | Frederick H. Jackson (1905–1908) | |
| 50 | Ralph Watrous (1908–1909) | James H. Higgins | 1907. január 1. | 1909. január 5. | | | | |
| 51 | | Aram J. Pothier | 1909. január 5. | 1915. január 5. | | | Arthur W. Dennis (1909–1910) | |
| 51 | Zenas Work Bliss (1910–1913) | Aram J. Pothier | 1909. január 5. | 1915. január 5. | | | | |
| 51 | Rosewell Burchard (1913–1915) | Aram J. Pothier | 1909. január 5. | 1915. január 5. | | | | |
| 52 | | R. Livingston Beeckman | 1915. január 5. | 1921. január 4. | | | Emery J. San Souci | |
| 53 | | Emery J. San Souci | 1921. január 4. | 1923. január 2. | | | Harold Gross | |
| 54 | | William S. Flynn | 1923. január 2. | 1925. január 6. | | | Felix A. Toupin | |
| 55 | | Aram J. Pothier | 1925. január 6. | 1928. február 4. | | | Nathaniel W. Smith (1925–1927) | |
| 55 | Norman S. Case (1927–1928) | Aram J. Pothier | 1925. január 6. | 1928. február 4. | | | | |
| 56 | | Norman S. Case | 1928. február 4. | 1933. január 3. | | | James G. Connelly | |
| 57 | | Theodore Francis Green | 1933. január 3. | 1937. január 5. | | Az Egyesült Államok szenátusának tagja (1937–1961) | Robert E. Quinn | |
| 58 | | Robert E. Quinn | 1937. január 5. | 1939. január 3. | | | Raymond E. Jordan | |
| 59 | | William Henry Vanderbilt III | 1939. január 3. | 1941. január 7. | | | James O. McManus | |
| 60 | | J. Howard McGrath | 1941. január 7. | 1945. október 6. | | Az Egyesült Államok szenátusának tagja (1947–1949) Az Egyesült Államok igazságügyi államtitkára (1949–1952)                                                       | Louis W. Cappelli (1941–1944) | |
| 60 | John O. Pastore (1945) | J. Howard McGrath | 1941. január 7. | 1945. október 6. | | Az Egyesült Államok szenátusának tagja (1947–1949) Az Egyesült Államok igazságügyi államtitkára (1949–1952)                                                       | | |
| 61 | | John Orlando Pastore | 1945. október 6. | 1950. december 19. | | Az Egyesült Államok szenátusának tagja (1950–1976) | John S. McKiernan (1945–1956) | |
| 62 | | John S. McKiernan | 1950. december 19. | 1951. január 2. | | | John S. McKiernan (1945–1956) | |
| 63 | | Dennis J. Roberts | 1951. január 2. | 1959. január 6. | | | John S. McKiernan (1945–1956) | |
| 63 | Armand H. Cote (1957–1959) | Dennis J. Roberts | 1951. január 2. | 1959. január 6. | | | | |
| 64 | | Christopher Del Sesto | 1959. január 6. | 1961. január 3. | | | John A. Notte, Jr. | |
| 65 | | John A. Notte, Jr. | 1961. január 3. | 1963. január 1. | | | Edward P. Gallogly (1961–1965) | |
| 66 | | John Hubbard Chafee | 1963. január 1. | 1969. január 7. | | Az Egyesült Államok tengerészeti államtitkára (1962–1972) Az Egyesült Államok szenátusának tagja (1976–1999)                                                      | Edward P. Gallogly (1961–1965) | |
| 66 | Giovanni Folcarelli (1965–1967) | John Hubbard Chafee | 1963. január 1. | 1969. január 7. | | Az Egyesült Államok tengerészeti államtitkára (1962–1972) Az Egyesült Államok szenátusának tagja (1976–1999)                                                      | | |
| 66 | Joseph O'Donnell, Jr. (1967–1969) | John Hubbard Chafee | 1963. január 1. | 1969. január 7. | | Az Egyesült Államok tengerészeti államtitkára (1962–1972) Az Egyesült Államok szenátusának tagja (1976–1999)                                                      | | |
| 67 | | Frank Licht | 1969. január 7. | 1973. január 2. | | | J. Joseph Garrahy | |
| 68 | | Philip W. Noel | 1973. január 2. | 1977. január 4. | | | J. Joseph Garrahy | |
| 69 | | J. Joseph Garrahy | 1977. január 4. | 1985. január 1. | | | Thomas R. DiLuglio | |
| 70 | | Edward D. DiPrete | 1985. január 1. | 1991. január 1. | | | Richard A. Licht (1985–1989) | |
| 70 | Roger N. Begin (1989–1993) | Edward D. DiPrete | 1985. január 1. | 1991. január 1. | | | | |
| 71 | | Bruce Sundlun | 1991. január 1. | 1995. január 3. | | | | |
| 71 | Robert Weygand (1993–1997) | Bruce Sundlun | 1991. január 1. | 1995. január 3. | | | | |
| 72 | | Lincoln C. Almond | 1995. január 3. | 2003. január 7. | | | | |
| 72 | Bernard Jackvony (1997–1999) | Lincoln C. Almond | 1995. január 3. | 2003. január 7. | | | | |
| 72 | Charles J. Fogarty (1999–2007) | Lincoln C. Almond | 1995. január 3. | 2003. január 7. | | | | |
| 73 | | Donald Carcieri | 2003. január 7. | 2011. január 4. | | | | |
| 73 | Elizabeth H. Roberts | Donald Carcieri | 2003. január 7. | 2011. január 4. | | | | |
| 74 | | Lincoln Chafee | 2011. január 4. | 2013. május 30. | FÜGG | Az Egyesült Államok szenátusának tagja (1999–2007) | | |
| 74 | 2013. május 30. | Lincoln Chafee | 2015. január 6. | | | Az Egyesült Államok szenátusának tagja (1999–2007) | | |
| 75 | | Gina Raimondo | 2015. január 6. | 2021. március 2. | | | Daniel McKee | |
| 76 | | Daniel McKee | 2021. március 2. | hivatalban | | Rhode Island helyettes kormányzója (2015–2021) | betöltetlen | betöltetlen |